# مقاطعة واشنطن (مينيسوتا)
مقاطعة واشنطن (بالإنجليزية: Washington County)‏ هي إحدى مقاطعات ولاية مينيسوتا في الولايات المتحدة الأمريكية.

## تاريخها
دولة واشنطن كانت واحدة من الدول التسعة التي ظهرت عند تأسيس أرض مينيسوتا عام 1849. وتأسست تحديداً بتاريخ 27/10/1849، وسميت واشنطن نسبة إلى مؤسسها جورج واشنطن.